# آنتونین پاننکا
آنتونین پاننکا (چکی: Antonín Panenka؛ زادهٔ ۲ دسامبر ۱۹۴۸) یک بازیکن بازنشسته فوتبال اهل جمهوری چک است.

## باشگاهی
از باشگاه‌هایی که در آن بازی کرده‌است می‌توان به باشگاه فوتبال راپید وین و باشگاه فوتبال بوهمیانس ۱۹۰۵ اشاره کرد.
وی همچنین در تیم ملی فوتبال چکسلواکی بازی کرده‌است. او به دلیل اختراع ضربه چیپ (پنالتی) شهرت دارد. او این ضربه را در فینال مسابقات جام ملتهای اروپا در سال ۱۹۷۶به ثمر رساند.